# Sahil (Azerbejdżan)
Sahil – osiedle typu miejskiego w Azerbejdżanie, należące do miasta wydzielonego Baku. Według danych na rok 2015 liczyło 24 500 mieszkańców.